# Angelo Dolfini
Angelo Dolfini (Pavia, 8 ottobre 1978) è un ex pattinatore artistico su ghiaccio italiano. Ha vinto quattro volte il Campionato italiano fra il 1998 e il 2001.

## Palmarès
GP: Grand Prix; JGP: Junior Grand Prix
| Internazionali            | Internazionali | Internazionali | Internazionali | Internazionali | Internazionali | Internazionali | Internazionali | Internazionali |
| Evento                    | 1994–95        | 1995–96        | 1996–97        | 1997–98        | 1998–99        | 1999–00        | 2000–01        | 2001–02        |
| ------------------------- | -------------- | -------------- | -------------- | -------------- | -------------- | -------------- | -------------- | -------------- |
| Giochi olimpici invernali |                |                |                |                |                |                |                | 26°            |
| Campionati mondiali       |                |                |                |                | 41°            | 37°            | 27°            |                |
| Campionati europei        |                |                |                |                | 28°            | 20°            | 26°            | 22°            |
| GP Lalique                |                |                |                |                | 11°            |                |                |                |
| Finlandia Trophy          |                |                |                |                |                |                |                | 15°            |
| Golden Spin               |                |                |                |                |                |                | 9°             | 9°             |
| Nebelhorn Trophy          |                |                |                | 16°            | 15°            |                |                | 14°            |
| Schäfer Memorial          |                |                |                |                |                | 13°            | 11°            |                |
| Universiadi invernali     |                |                |                |                |                |                | 13°            |                |
| Internazionali: Junior    |                |                |                |                |                |                |                |                |
| Campionati mondiali       |                |                | 25°            | 20°            |                |                |                |                |
| JGP Germania              |                |                |                | 9°             |                |                |                |                |
| Blue Swords               |                |                | 12° J          |                |                |                |                |                |
| Gardena Spring Trophy     |                | 12° J          | 7° J           |                |                |                |                |                |
| Grand Prize SNP           |                | 10° J          |                |                |                |                |                |                |
| Salchow Trophy            |                |                | 2° J           |                |                |                |                |                |
| St. Gervais               |                |                | 10° J          |                |                |                |                |                |
| Nazionali                 |                |                |                |                |                |                |                |                |
| Campionati italiani       | 2° J           | 3°             | 3°             | 2°             | 1°             | 1°             | 1°             | 1°             |
| J = Categoria Junior      |                |                |                |                |                |                |                |                |